# Букет (запах)

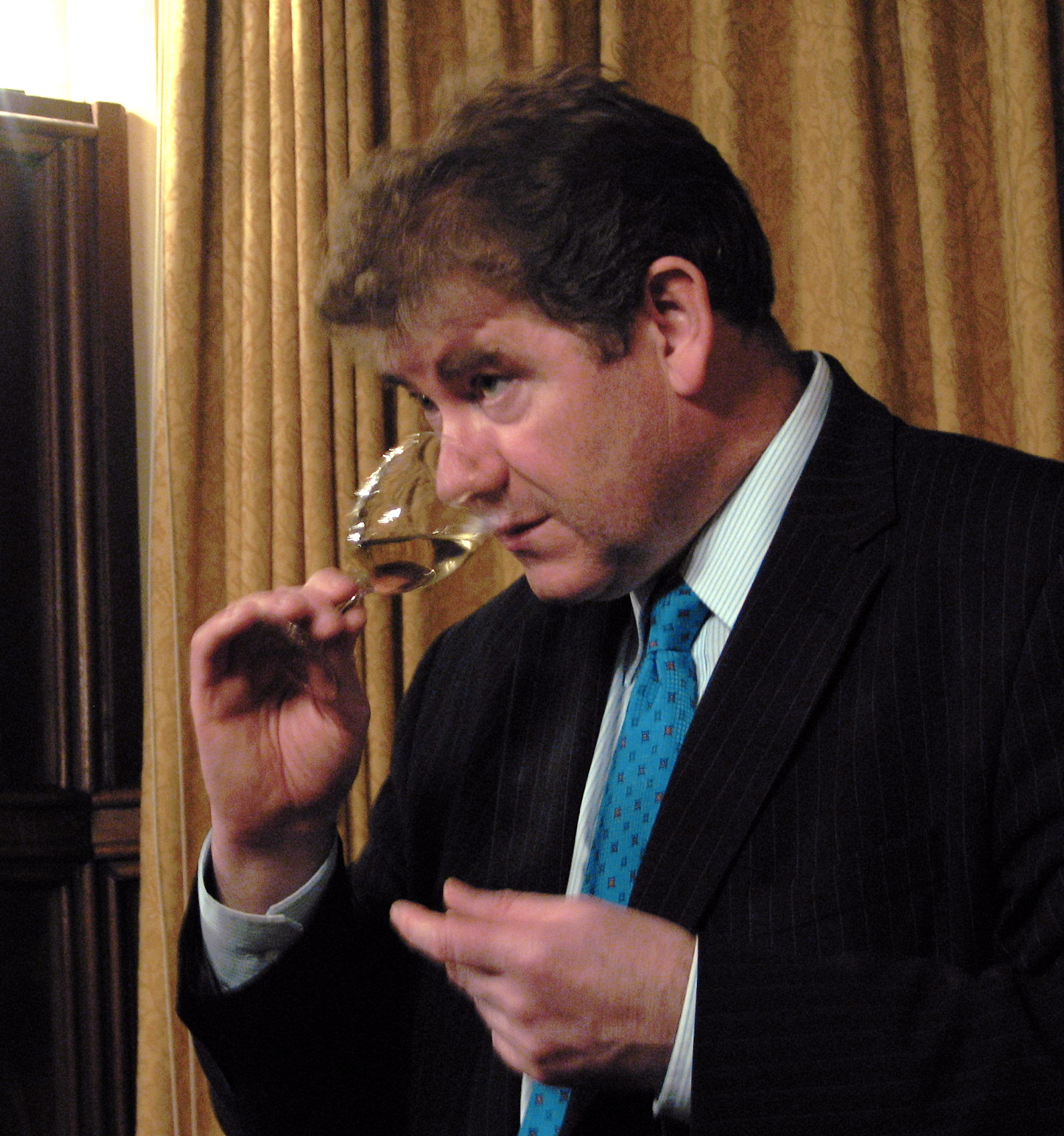
За допомогою нюху відчувається більшість відтінків букету вина

Букет — запах вина, загальний чи спеціальний, який характеризує виноградне вино з точки зору фахівця-винороба, або підготовленої людини.

## Опис
Речовини, що входять до складу винного букета, досі дуже мало вивчені.
Паризький фармацевт Делшан (Deleschamps), переганяючи велику кількість вина, отримав невелику кількість безбарвної олії, дуже пахучої і з різким смаком. Хіміки Лібіх і Пелуз вивчили цю олію і знайшли, що вона являє складний ефір, який вони назвали енантовий. Промитий розчином соди і перегнаний над хлористим кальцієм, цей ефір володіє наступними властивостями: питома вага його 0,872, а точка кипіння, при 747 мм тиску, 225 °; не розчинний у воді, розчинний у спирті.
На думку Лібіха і Пелуза, енантового ефіру в шкірці винограду немає, але він утворюється у вині під час бродіння сусла. Форі (Fauré) говорить, що енантовий ефір Лібіха і Пелуза не представляє спеціального букету, що належить тому або іншому сорту вина, а загальний — всім винам, і що цей загальний ефір зовсім різний від спеціальних букетів.
На думку Момене (Maumené) букет представляє дуже складну суміш, в якій переважають ефіри жирних кислот і спиртів, аналогічних етиловому; він припускає, що ефіри Валер'ян-амільний, олійно-етільний, енантовий-етільний — частіше за інших зустрічаються в букетах вин.
Пастер у своїх «Etudes sur les vins» (p. 115) розрізняє букет природний, що знаходиться в самому винограді, і набутий (під час бродіння, витримки і збереження вина). Ордонно (Ordonneau) перегнав 2 тонни вина і отримав 422 грами зеленої ароматної олії; в цій олії містилося 82 грами вищих спиртів і 340 грамів так званої винної есенції, або енантового ефіру, склад якого виявився дуже складним. Ордон знайшов в ньому ефіри каприлову, капронову та миристинову кислоти і вільні кислоти.